# Lughnasadh

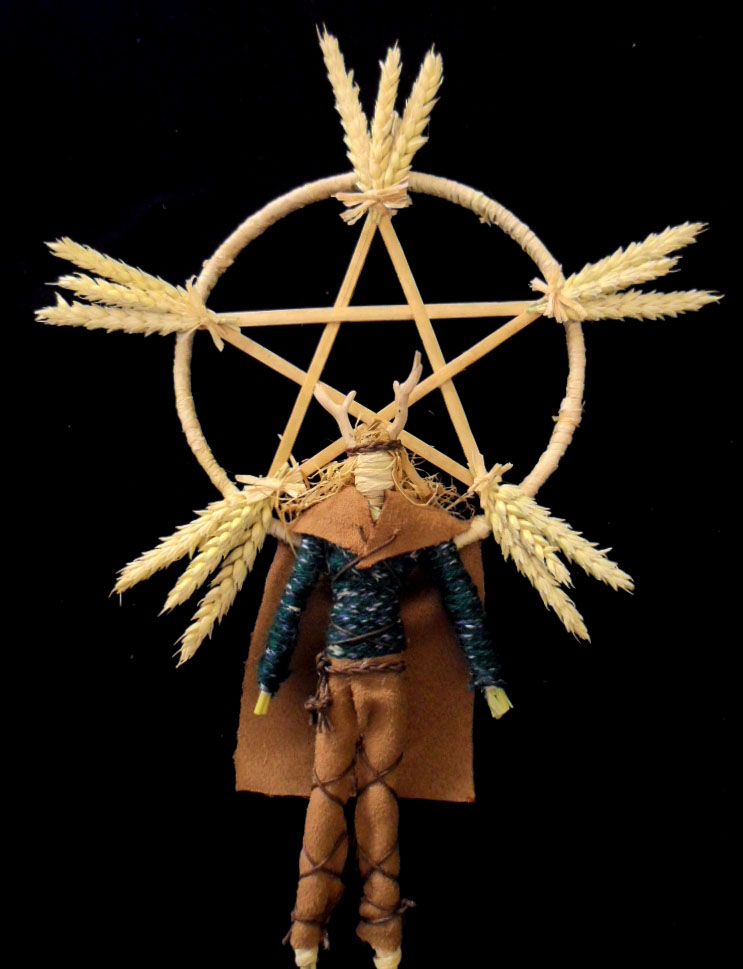
Současná obilná panenka reprezentující Lugha

Lughnasad či Lughnasa (čteno „lúnəsə“) je gaelský svátek počátku sklizně pšenice a ječmene, spojený s postavou boha Lugha, slavený v různé dny na přelomu července a srpna. Ve staré irské literatuře však tento svátek nijak se žněmi spojován není.
Pod křesťanským vlivem tento svátek často spadal na neděle. Pod jménem Domhnach Chrom Dubh  „Neděle Černého hada“ bylo poslední červencovou či první srpnovou neděli slavnosti slaveno vítězství svatého Patrika nad Chrom Dubhem. V hrabstvích Galway a Mayo byly tyto neděle známy jako věncová a česneková neděle. Pod vlivem splývání Luga a archanděla Michaela byl svátek někdy také přesouván až na 29. září.
Ve Walesu je odpovídající svátek znám jako Calam Awst „srpnové kalendy“ a v Cornwallu Morvah, což je jméno vesnice známé svými megality. Odpovídá mu též původně anglosaský svátek Lammas, známý po celých Britských ostrovech.
Svátek je též slaven v různých novopohanských tradicích, především ve Wicce, neodruidství a keltském rekonstrukcionismu. Wiccany je nazýván též Lammas a probíhá 1. srpna či v jeho předvečer jako jeden z čtvrtících dnů a první oslava sklizně. V sekulární podobě je slaven též příznivci keltománie a keltské living history, příkladem je Lughnasad – Mezinárodní festival keltské kultury nebo Keltský Lughnasad na hradě Veveří.

## Název
Staroirským označením tohoto svátku Lughnasad, které je složeno ze jména Lugha a sufixu -nasad který má snad význam „slavnostní či pamětní shromáždění“. Současná podoba v nereformovaném pravopisu je Lughnasa, zatímco v reformovaném Lúnasa, čímž je však zpravidla spíše měsíc srpen. Ve skotské gaelštině se svátek nazývá Lunasduinn, v manštině Laa Luanistyn.

## Historie
Existenci obdoby tohoto svátku u kontinentálních Keltů naznačuje Kalendář z Coligny z 2. století nalezený nedaleko Lyonu. V něm se objevuje „velký sváteční měsíc“ Rivnos odpovídající srpnu a město Lyon, ve starověku Lugodunum, získalo své jméno po Lugovi, galském bohu odpovídajícím irskému Lughovi.
Podle irské tradice tento svátek založil hrdina Lug Lámfhota na počest své pěstounky Tailtiu v království Brega, které leželo v současném hrabství Meath. Po Tailtiu byl později pojmenován též významný trh v blízkém městě Teltown. Slavnost měla být Lugem zahána koňskými závody a soutěžemi bojovníků.